# واو ديكنسون يتس
وأو ديكنسون يتس (بالإنجليزية: F. Dickinson Letts)‏ (و. 1875 – 1965 م) هو سياسي، ومحام، وقاضي من الولايات المتحدة الأمريكية ولد في أينسورث
وهو عضو في الحزب الجمهوري.

## التعليم
تعلم في جامعة آيوا.